# Cinderella (Rodgers et Hammerstein)
Pour les articles homonymes, voir Cinderella.
Cinderella est une comédie musicale écrite pour la télévision, mais plus tard jouée sur scène, avec de la musique de Richard Rodgers et un livret et des paroles d'Oscar Hammerstein II. Il est basé sur le conte de fées Cendrillon, en particulier la version française de Charles Perrault. L'histoire parle d'une jeune femme contrainte à une vie de servitude par sa cruelle belle-mère et ses demi-sœurs égocentriques, qui rêve d'une vie meilleure. Avec l'aide de sa fée marraine, Cendrillon se transforme en princesse et retrouve son prince.
Cinderella est la seule comédie musicale de Rodgers et Hammerstein écrite pour la télévision. Elle a été initialement diffusée en direct sur CBS le 31 mars 1957 et présentait Julie Andrews dans le rôle-titre. L'émission a été vue par plus de 100 millions de personnes. Il a ensuite été refait pour la télévision à deux reprises, en 1965 et 1997. La version de 1965 mettait en vedette Lesley Ann Warren et Stuart Damon. La version de 1997 mettait en vedette Brandy Norwood dans le rôle-titre, avec Whitney Houston comme la fée marraine. Les deux remakes ajoutent des chansons d'autres comédies musicales de Richard Rodgers.
La comédie musicale a été adaptée pour la scène dans un certain nombre de versions, y compris une adaptation pantomime dans le West End, une production de l'Opéra de New York qui suit de près la version télévisée originale et diverses productions en tournée. Une adaptation de 2013 à Broadway mettait en vedette Laura Osnes et Santino Fontana, avec un nouveau livret de Douglas Carter Beane.

## Histoire
Dans les années 1950, les adaptations télévisées de comédies musicales étaient assez courantes. Des versions diffusées d'Annie Get Your Gun, Wonderful Town, Anything Goes et Kiss Me, Kate ont toutes été vues au cours de la décennie. En 1955, NBC avait diffusé la comédie musicale Peter Pan de Broadway, mettant en vedette Mary Martin. Ce fut un succès et le réseau recherchait des projets musicaux plus axés sur la famille. Richard Rodgers avait précédemment fourni la partition primée aux Emmy Awards pour Victory at Sea, une série documentaire sur la Seconde Guerre mondiale. NBC approche Rodgers et Hammerstein et leur demande d'écrire une comédie musicale originale expressément pour la télévision (plutôt que d'adapter simplement une pièce existante au format spécial de la télévision). L'équipe a décidé d'adapter le conte de fées Cendrillon et, nouveau à la télévision, ils ont demandé l'avis d'un initié de l'industrie, Richard Lewine. Lewine était alors le vice-président chargé de la télévision couleur chez CBS. Il a dit à Rodgers et Hammerstein que CBS cherchait également un projet musical et avait déjà signé avec Julie Andrews, qui jouait alors dans My Fair Lady à Broadway. Rodgers a rappelé, dans son autobiographie : « Ce qui nous a convaincu immédiatement, c'est la chance de travailler avec Julie. » Rodgers et Hammerstein signent avec CBS.
Ils conservent la propriété de l'émission et avaient le contrôle sur le casting, la mise en scène, le décor et les costumes, tandis que CBS contrôlait les aspects techniques de l'émission et avait une option pour une deuxième émission. CBS a annoncé la production le 5 septembre 1956. En adaptant le célèbre conte de fées, « Rodgers et Hammerstein sont restés fidèles à la version originale de Charles Perrault ». Hammerstein a été interviewé par le Saturday Review à propos de l'adaptation : « Nous voulons que les enfants qui la voient reconnaissent l'histoire qu'ils connaissent. Les enfants peuvent être très critiques à cet égard. Mais, bien sûr, leurs parents regarderont aussi, nous avons donc essayé d'humaniser les personnages sans altérer la structure familière de l'intrigue. » La comédie musicale devait s'inscrire dans le programme de 90 minutes avec six pauses publicitaires, elle a donc été divisée en six courts actes. Dans une interview avec Time Magazine, Hammerstein a déclaré : « Il m'a fallu sept mois pour écrire le livret et les paroles de Cendrillon ».
Les répétitions ont commencé le 21 février 1957. Le réalisateur Ralph Nelson, lauréat d'un Emmy Award, et le chorégraphe Jonathan Lucas étaient tous deux expérimentés. L'ami de Rodgers, Robert Russell Bennett, a fourni les orchestrations. Alfredo Antonini, un vétéran de CBS, a mis en scène. Début mars, la société a déménagé au CBS Television Color Studio 72, le premier studio couleur CBS-TV à New York et le plus petit studio couleur de l'empire CBS à l'époque. Les 56 interprètes, 33 musiciens et 80 techniciens et équipage ont travaillé entassés dans le petit studio avec quatre RCA TK-40A géants, des caméras de télévision couleur, une armoire pouvant contenir jusqu'à 100 costumes, plus d'une demi-douzaine d'énormes décors et de nombreux accessoires et équipements d'effets spéciaux. L'orchestre a joué dans une petite salle avec un équipement spécial pour surmonter le manque d'acoustique. CBS a investi dans une campagne de marketing massive, tout comme les sponsors. Ed Sullivan a également promu le spectacle, qui serait vu dans son créneau horaire habituel du dimanche soir, avec une apparition de Richard Rodgers et Oscar Hammerstein II le dimanche précédent. Il a été diffusé en direct le 31 mars 1957.

## Synopsis

### Acte I
Sur la place du village, le crieur public proclame : «Le prince donne un bal» pour célébrer le 21e anniversaire du prince Christopher. Les dames du royaume sont ravies à la perspective de le rencontrer. Cendrillon, dont le père est décédé, prend soin de la maison de sa belle-mère et de ses demi-sœurs de mauvaise humeur et égoïstes. Elle porte tous leurs colis pour eux, et quand ils rentrent chez eux, tous les trois commandent Cendrillon. Restée seule dans son coin près du feu, elle rêve de vivre une vie exotique en princesse ou autre chose qu'une servante (In My Own Little Corner). Pendant ce temps, le roi et la reine se préparent pour la grande célébration (Royal Dressing Room Scene) et les serviteurs discutent de la planification de la fête (Your Majesties). Ils espèrent que leur fils trouvera une épouse convenable, mais le prince craint un peu de rencontrer toutes les femmes avides du royaume. La reine est touchée en entendant la discussion du roi avec son fils et lui dit qu'elle l'aime (Boys and Girls Like You and Me [parfois omis, chanté dans aucune des émissions]).
Alors que les demi-sœurs de Cendrillon se préparent pour le bal, espérant qu'elles attireront l'attention du prince, elles se moquent des rêves de Cendrillon. Après leur départ, Cendrillon s'imagine être partie avec eux (In My Own Little Corner (reprise)). La fée marraine de Cendrillon apparaît et est émue par le souhait de Cendrillon d'aller au bal. Elle transforme Cendrillon en une jeune femme magnifiquement habillée et ses petites amies souris et une citrouille en une voiture étincelante avec des valets de pied (Impossible; It's Possible); Cendrillon part pour le bal.

### Acte II
Cendrillon arrive au palais à 22h30 ; avant qu'elle n'entre, sa marraine l'avertit de ne pas rester après minuit. Le prince s'ennuie de l'attention de toutes les jeunes filles avec lesquelles il a dû danser, y compris les demi-sœurs. La grande entrée de Cendrillon attire immédiatement l'attention de tous et intrigue le prince. Ils dansent ensemble et tombent instantanément amoureux (Ten Minutes Ago). Voyant le Prince avec une beauté qu'elles ne reconnaissent pas, les demi-sœurs demandent pourquoi il ne préférerait pas une fille «ordinaire» comme elles (Stepsisters' Lament). Pendant que le Prince et Cendrillon dansent, il déclare son amour pour elle (Do I Love You Because You're Beautiful?). Alors qu'ils s'embrassent, l'horloge sonne minuit et Cendrillon s'enfuit avant que la magie ne se dissipe,

### Acte III
Le lendemain matin, la belle-mère et les demi-sœurs de Cendrillon se remémorent le bal et découvrent que Cendrillon est très intuitive sur ce que cela a dû être d'aller au bal (When You're Driving Through the Moonlight) et de danser avec le prince (A Lovely Night). Pendant ce temps, le Prince est à la recherche de la femme avec qui il a dansé et qui s'est enfuie si vite du bal. Un des gardes royaux essaie la pantoufle sur toutes les femmes du royaume (The Search). Chez Cendrillon, la pantoufle ne conviendra à aucune des dames. La belle-mère de Cendrillon essaie de détourner le garde de Cendrillon, mais elle n'est pas à la maison ; elle se cache dans le jardin du palais. Le garde retourne dans le jardin du palais et informe le prince qu'il n'a pas retrouvé la fille disparue. Le garde voit alors Cendrillon se cacher et la met en état d'arrestation. Produit par la fée marraine, il essaie la pantoufle sur Cendrillon. Elle lui va parfaitement, et le Prince est rappelé dans le jardin où il reconnaît sa bien-aimée (Do I Love You Because You're Beautiful? (Reprise)). Cendrillon et le prince se marient.

## Numéros musicaux
La version originale contient les chansons suivantes :
| Acte I - Overture – Orchestre - The Prince Is Giving a Ball – le crieur public et le chœur - Cinderella March – Orchestre - In My Own Little Corner – Cendrillon - The Prince Is Giving a Ball (reprise) – le chœur - Your Majesties (Royal Dressing Room Scene) – Le roi, la reine, le chef et Steward - In My Own Little Corner (reprise) – Cendrillon - Impossible; It's Possible – Cendrillon et fée marraine | Acte II - Gavotte – Orchestre - Ten Minutes Ago – Le Prince et Cendrillon - Stepsisters' Lament – les demi-sœurs - Waltz for a Ball – le chœur - Do I Love You Because You're Beautiful? – Le Prince et Cendrillon - Never in a Thousand Years | Acte III - When You're Driving Through the Moonlight – Cendrillon, la belle-mère et les demi-sœurs - A Lovely Night – Cendrillon, la belle-mère et les demi-sœurs - The Search – Orchestre - Do I Love You Because You're Beautiful? (Reprise) – Le Prince - Wedding – Orchestre - Do I Love You Because You're Beautiful? (Reprise) – Chœurs |

Dans certaines productions, des numéros supplémentaires ajoutés incluent Loneliness of Evening (extrait de South Pacific et introduit dans l'émission de 1965), une chanson pour le prince ; et Boys and Girls like You and Me (extrait de Oklahoma! et par la suite d'autres spectacles), pour la reine et le roi (dans la scène du Royal Dressing Room), qui apparaît dans la partition vocale publiée de l'émission,,. L'adaptation télévisée de 1997 a ajouté Falling in Love with Love pour la belle-mère, The Sweetest Sounds pour Cendrillon et le prince et There's Music in You (écrit pour Main Street to Broadway), pour la fée marraine. La production de Broadway en 2013 a été réalisée en deux actes et comprenait les chansons Me, Who Am I? (extrait de Me & Juliet), Loneliness of Evening et Now Is the Time (extrait du South Pacific), The Pursuit et There Music in You.

## Productions télévisées

### Production originale de 1957
L'émission originale de 1957 a été mise en scène par Nelson avec une chorégraphie de Lucas et une direction musicale par Antonini. Il mettait en vedette Julie Andrews dans le rôle titre et Jon Cypher dans le rôle du prince. Il a également présenté Howard Lindsay dans le rôle du roi, Dorothy Stickney dans le rôle de la reine, Edith Adams dans le rôle de la fée marraine, Kaye Ballard et Alice Ghostley dans le rôle des demi-sœurs Portia et Joy, Ilka Chase dans le rôle de la belle-mère et Iggie Wolfington comme intendant. Joe Layton est apparu non crédité dans l'ensemble.
Le 31 mars 1957, à 20h, heure de l'Est, Cendrillon a été diffusée en direct dans les fuseaux horaires de l'Est, du Centre et de la Montagne en noir et blanc et en couleurs compatibles ; la côte ouest a reçu une émission différée en noir et blanc seulement à partir de 20h, heure du Pacifique. Au-delà des États-Unis, il était transporté par des filiales de CBS dans les territoires américains de l'Alaska , d'Hawaï et de Porto Rico ; au Canada, il a été diffusé sur CBC. Il a été produit pour 376 000 $ et a été fortement promu par ses sponsors Pepsi-Cola et Shulton Company (alors fabricant d'Old Spice). Plus de 107 millions de téléspectateurs ont vu l'émission et Andrews a été nommé pour un Emmy Award pour sa performance,.
Un kinéscope en noir et blanc de l'émission a survécu et a été diffusé sur DVD. Il n'y a aucune preuve que Cendrillon a été enregistrée sur bande vidéo, que CBS a utilisée à ce moment-là uniquement pour retarder les émissions de nouvelles des stations de la côte ouest. L'équipement n'était pas encore capable d'enregistrer des vidéos en couleur.

### Version 1965

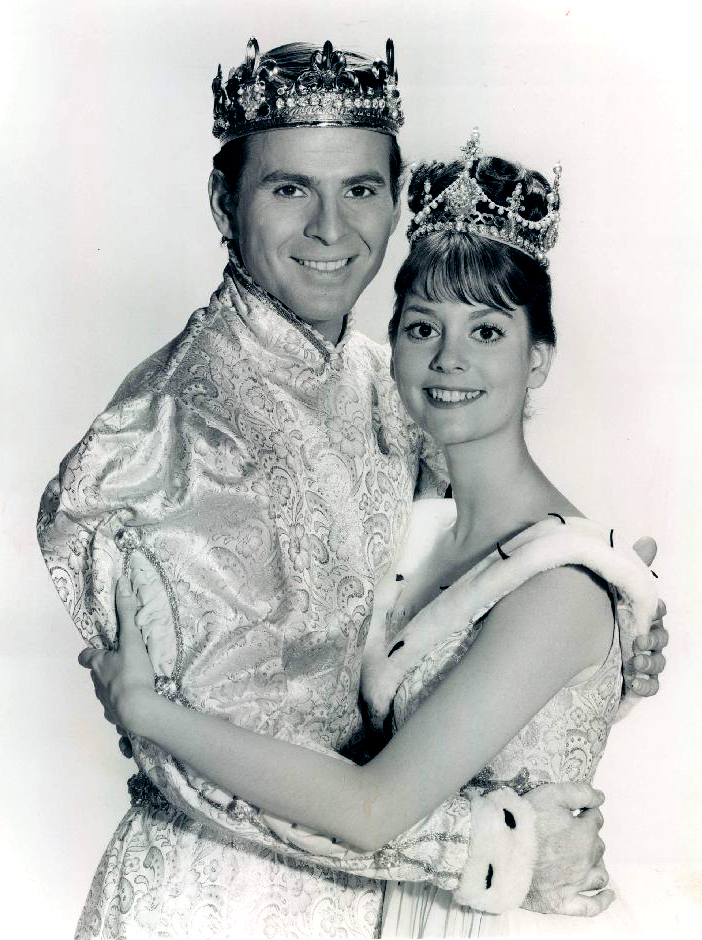
Stuart Damon et Lesley Ann Warren.

Après le succès de la comédie musicale à Londres et ailleurs en tant que production scénique, la chaîne a décidé de produire une autre version télévisée. La première de 1957 avait été diffusée avant que la bande vidéo ne soit disponible, de sorte qu'une seule représentation pouvait être projetée. CBS a monté une nouvelle production en 1965, avec Richard Rodgers en tant que producteur exécutif et écrit par Joseph Schrank. Le nouveau scénario se rapprochait du conte traditionnel, bien que presque toutes les chansons originales aient été conservées. Une nouvelle séquence ouvre l'histoire : le Prince s'arrête chez Cendrillon avec sa suite pour boire un verre d'eau au retour de ses voyages. Cendrillon, seule à la maison, et ne sachant pas qui est le beau voyageur jusqu'à ce qu'une page prononce les mots « Votre Altesse », donne gentiment au Prince l'eau du puits. Après le départ du prince, Cendrillon chante In My Own Little Corner avant qu'il n'y ait aucune mention du prince donnant un bal. Les noms des demi-sœurs ont été modifiés par rapport à la production originale et la scène du vestiaire royal a été omise.
La version 1965 a été mise en scène par Charles S. Dubin avec une chorégraphie d'Eugene Loring et enregistrée sur bande vidéo (à CBS Television City à Hollywood) pour une diffusion ultérieure. Le casting a présenté Ginger Rogers et Walter Pidgeon dans les rôles de la reine et du roi; Celeste Holm en tant que fée marraine ; Jo Van Fleet dans le rôle de la belle-mère, avec Pat Carroll et Barbara Ruick dans le rôle des demi-sœurs Prunella et Esmerelda ; et Stuart Damon dans le rôle du prince. Lesley Ann Warren, à 18 ans, a joué le rôle-titre. Le film présente également de rares apparitions à la caméra par les doubleurs Betty Noyes et Bill Lee, qui jouent un couple qui chante brièvement. La première diffusion a eu lieu le 22 février 1965 et elle a été rediffusée huit fois jusqu'en février 1974.

### Version 1997
Le remake télévisé de 1997 a été adapté par Robert L. Freedman et réalisé par Robert Iscove, avec une chorégraphie de Rob Marshall. Il a été produit par Whitney Houston et Debra Martin Chase pour Walt Disney Television et diffusé le 2 novembre 1997. Cette version présentait une distribution raciale diversifiée, avec Brandy Norwood dans le rôle de Cendrillon, Whitney Houston dans celui de la fée marraine, Bernadette Peters dans le rôle de la belle-mère, Paolo Montalbán dans le rôle du prince, Whoopi Goldberg dans le rôle de la reine, Victor Garber dans le rôle du roi et Jason Alexander. Plusieurs chansons ont été ajoutées, dont Falling in Love with Love de la comédie musicale The Boys de Syracuse, chantée par la belle-mère; The Sweetest Sounds de la comédie musicale No Strings, chantée par Cendrillon et le Prince; et There's Music in You, écrit pour le film de 1953 Main Street to Broadway, chanté en finale par la fée marraine. Soixante millions de téléspectateurs ont regardé l'émission.
Les changements apportés à l'intrigue de Hammerstein dans cette version incluent les éléments suivants : La fée marraine commence l'histoire, expliquant que rien n'est impossible. Les noms des demi-sœurs sont changés en Calliope et Minerva. Déguisé en paysan, le Prince (se sentant isolé dans le château) erre sur la place du marché (inquiétant son héraut, Lionel), rencontre Cendrillon, et ils se trouvent charmants. Au bal, embarrassée par des questions sur sa famille et ses origines, Cendrillon s'échappe dans le jardin en larmes, où la fée marraine apparaît pour un soutien moral. Après que sa belle-mère soit revenue du bal et qu'elle soit particulièrement cruelle, Cendrillon emballe ses affaires pour s'enfuir de chez elle. Sa fée marraine lui conseille de partager ses sentiments avec le prince. Après avoir essayé la pantoufle sur toutes les autres jeunes filles, le prince et Lionel retrouvent Cendrillon. Rencontrant son regard, le Prince la reconnaît et pose la pantoufle sur son pied. Lors de leur mariage, la fée marraine bénit le couple.

## Productions scéniques

### De 1958 à 2008
La comédie musicale a été jouée pour la première fois sur scène au London Coliseum en 1958 dans une adaptation de pantomime qui utilisait également des chansons de Me & Juliet. Harold Fielding a produit cette version, qui a ouvert le 18 décembre 1958 et a joué pendant la saison des vacances. Yana (Pamella Guard), a joué Cendrillon, avec Tommy Steele, Jimmy Edwards, Kenneth Williams et Betty Marsden.
Les versions de scène ont commencé à apparaître dans les théâtres américains en 1961. L'Opéra de New York a produit la comédie musicale en 1993 et 1995, avec la fée marraine jouée par Sally Ann Howes et la belle-mère par Nancy Marchand et Jean Stapleton. Il a relancé la production en 2004 avec Eartha Kitt dans le rôle de la fée marraine et Dick Van Patten dans celui du roi. Une tournée aux États-Unis a joué de novembre 2000 à 2001 avec Deborah Gibson et plus tard Jamie-Lynn Sigler dans le rôle de Cendrillon, Paolo Montalbán dans le rôle du Prince et Everett Quinton dans le rôle de la belle-mère, s'arrêtant au Théâtre du Madison Square Garden en 2001, où Sigler a joué le rôle titre.
Une tournée asiatique de 30 semaines de Cinderella a mis en vedette Lea Salonga et l'Australien Peter Saide. La production a été mise en scène par Bobby Garcia, avec une chorégraphie de Vince Pesce. La conception des costumes était de Renato Balestra, avec des décors de David Gallo. La tournée a débuté à Manille, aux Philippines, le 29 juillet 2008. La production s'est ensuite rendue dans plusieurs villes de Chine, dont Xian, Zhengzhou, Chongqing, Shenzhen, Gunagzhou, Shanghai, Pékin et Hong Kong. Il a ensuite tourné en Thaïlande, à Singapour, en Malaisie, en Corée et au Japon.
Une production entièrement féminine de la comédie musicale au Japon en 2008 a été présenté par le groupe J-Pop Morning Musume et d'anciens membres de la Takarazuka Revue. La production s'est déroulée tout au long du mois d'août 2008, au Shinjuku Koma Theatre de Tokyo. Les rôles principaux de Cendrillon et du Prince ont été interprétés par les membres de Morning Musume Ai Takahashi et Risa Niigaki,.

### Broadway
Douglas Carter Beane a écrit un nouveau livret pour la première production de la comédie musicale à Broadway. Dans son intrigue, Cendrillon ouvre les yeux du prince Topher sur l'injustice dans le royaume. Les parents du prince sont morts, laissant le royaume entre les mains d'un vilain ministre qui a été le mentor du prince et a dupé sa jeune charge en approuvant une législation oppressive. Le rebelle Jean-Michel, un nouveau personnage, et la demi-sœur Gabrielle sont amoureux et cherchent à renverser le gouvernement. La partition comprend les chansons les plus connues de la version originale et quatre autres chansons du catalogue Rodgers et Hammerstein,.
Le spectacle, produit par Robyn Goodman, a commencé les aperçus sur Broadway le 25 janvier et a officiellement ouvert le 3 mars 2013 au Broadway Theatre,. Mark Brokaw a mis en scène la production, avec Josh Rhodes chorégraphiant et avec Laura Osnes dans le rôle titre, Santino Fontana dans le rôle du prince, Victoria Clark dans le rôle la folle Marie / la fée marraine, Harriet Harris dans le rôle de la belle-mère d'Ella, Peter Bartlett dans le rôle du premier ministre, Ann Harada et Marla Mindelle dans le rôle des demi-sœurs Charlotte et Gabrielle et Greg Hildreth dans le rôle de Jean-Michel,. Les concepteurs comprenaient Anna Louizos (décors), William Ivey Long (costumes) et Kenneth Posner (éclairage). La production a été nommée pour neuf Tony Awards, en remportant un pour la conception de costumes. Les critiques étaient mitigées, la plupart des critiques louant la performance d'Osnes,,.
Keke Palmer était une remplaçante dans le rôle titre. Un rapport dans The Guardian a commenté que « le fait de présenter un acteur afro-américain en tant que personnage emblématique - et typiquement pâle - est emblématique des progrès que Broadway fait, lentement et de façon hésitante, en employant des acteurs de couleur dans un plus large éventail de pièces. » En septembre 2014, Lesley Ann Warren a rejoint le casting pour célébrer la sortie du 50e anniversaire de sa version télévisée de 1965. La production s'est fermée à Broadway le 3 janvier 2015, après 41 avant-premières et 770 représentations régulières. Des tournées nationales ont suivi,.

## Récompenses et nominations

### Production télévisée de 1957
| Année | Récompense           | Catégorie                                           | Nomination                    | Résultat   |
| ----- | -------------------- | --------------------------------------------------- | ----------------------------- | ---------- |
| 1958  | Primetime Emmy Award | Actress - Best Single Performance - Lead or Support | Julie Andrews                 | Nomination |
| 1958  | Primetime Emmy Award | Best Musical Contribution for Television            | Richard Rodgers (music score) | Nomination |
| 1958  | Primetime Emmy Award | Best Live Camera Work                               | CBS                           | Nomination |

### Production télévisée de 1997
| Année | Récompense                                           | Catégorie                                                                  | Nomination                                                                                                | Résultat   |
| ----- | ---------------------------------------------------- | -------------------------------------------------------------------------- | --- | ---------- |
| 1998  | Primetime Emmy Award                                 | Outstanding Variety, Music, or Comedy Special                              | Whitney Houston, Debra Martin Chase, Craig Zadan, David R. Ginsburg, Neil Meron, Chris Montan, Mike Moder | Nomination |
| 1998  | Primetime Emmy Award                                 | Outstanding Directing for a Variety or Music Program                       | Robert Iscove                                                                                             | Nomination |
| 1998  | Primetime Emmy Award                                 | Outstanding Music Direction                                                | Paul Bogaev                                                                                               | Nomination |
| 1998  | Primetime Emmy Award                                 | Outstanding Art Direction for a Variety or Music Program                   | Randy Ser, Edward L. Rubin, Julie Kaye Fanton                                                             | Lauréat    |
| 1998  | Primetime Emmy Award                                 | Outstanding Choreography                                                   | Rob Marshall                                                                                              | Nomination |
| 1998  | Primetime Emmy Award                                 | Outstanding Costume Design for a Variety or Music Program                  | Ellen Mirojnick                                                                                           | Nomination |
| 1998  | Primetime Emmy Award                                 | Outstanding Hairstyling for a Limited Series or Movie                      | Jennifer Guerrero-Mazursky, Ellin La Var, Carla Farmer, Julia L. Walker, Kimberly Kimble, Lucia Mace      | Nomination |
| 1998  | Academy of Science Fiction, Fantasy and Horror Films | Best Single Genre Television Presentation                                  | Best Single Genre Television Presentation                                                                 | Nomination |
| 1998  | American Cinema Editors                              | Best Edited Two-Hour Movie for Commercial Television                       | Casey O. Rohrs & Tanya M. Swerling                                                                        | Nomination |
| 1998  | Excellence in Production Design Award                | Variety or Awards Show, Music Special or Documentary                       | Randy Ser & Edward J. Rubin                                                                               | Lauréat    |
| 1998  | Artios Award                                         | Best Casting for TV Movie of the Week                                      | Valorie Massalas, Stuart Howard, Amy Schecter                                                             | Nomination |
| 1998  | NAACP Image Award                                    | Outstanding Television Movie, Mini-Series or Dramatic Special              | Outstanding Television Movie, Mini-Series or Dramatic Special                                             | Nomination |
| 1998  | NAACP Image Award                                    | Outstanding Actress in a Television Movie, Mini-Series or Dramatic Special | Brandy Norwood                                                                                            | Nomination |
| 1998  | NAACP Image Award                                    | Outstanding Actress in a Television Movie, Mini-Series or Dramatic Special | Whoopi Goldberg                                                                                           | Nomination |
| 1998  | Golden Reel Award                                    | Best Sound Editing - Television Movies of the Week - Music                 | Richard Ford                                                                                              | Nomination |
| 1998  | OFTA Television Award                                | Best Motion Picture Made for Television                                    | Best Motion Picture Made for Television                                                                   | Nomination |
| 1998  | OFTA Television Award                                | Best Supporting Actress in a Motion Picture or Miniseries                  | Whoopi Goldberg                                                                                           | Nomination |
| 1998  | OFTA Television Award                                | Best Supporting Actress in a Motion Picture or Miniseries                  | Bernadette Peters                                                                                         | Nomination |
| 1998  | OFTA Television Award                                | Best Ensemble in a Motion Picture or Miniseries                            | Best Ensemble in a Motion Picture or Miniseries                                                           | Nomination |
| 1998  | OFTA Television Award                                | Best Costume Design in a Motion Picture or Miniseries                      | Best Costume Design in a Motion Picture or Miniseries                                                     | Nomination |
| 1998  | OFTA Television Award                                | Best Production Design in a Motion Picture or Miniseries                   | Best Production Design in a Motion Picture or Miniseries                                                  | Lauréat    |
| 1998  | OFTA Television Award                                | Best Sound in a Motion Picture or Miniseries                               | Best Sound in a Motion Picture or Miniseries                                                              | Nomination |
| 1998  | Satellite Awards                                     | Best Supporting Actor – Series, Miniseries or Television Film              | Jason Alexander                                                                                           | Nomination |
| 1998  | Satellite Awards                                     | Best Supporting Actress – Series, Miniseries or Television Film            | Bernadette Peters                                                                                         | Nomination |
| 1999  | Writers Guild of America                             | Children's Script                                                          | Children's Script                                                                                         | Nomination |